# العلاقات الإسرائيلية النيكاراغوية
العلاقات الإسرائيلية النيكاراغوية هي العلاقات الثنائية التي تجمع بين إسرائيل ونيكاراغوا.

## التاريخ
أثناء التصويت على خطة تقسيم فلسطين التي كانت تحت الانتداب البريطاني في الجمعية العامة للأمم المتحدة في 29 نوفمبر 1947 إلى دولة يهودية وأخرى عربية، كانت نيكاراغوا إلى جانب 33 دولة صوتت لصالح الاقتراح، وكانت نيكاراغوا من أوائل الدول التي اعترفت بإسرائيل (بعد الاتحاد السوفييتي وتشيكوسلوفاكيا).

### الثمانينات
وفي 6 أغسطس 1982، قطعت نيكاراغوا في ظل الحكومة الساندينية بقيادة دانييل أورتيغا علاقاتها الدبلوماسية مع إسرائيل بسبب حرب لبنان الأولى، التي وقفت فيها نيكاراغوا إلى الجانب اللبناني وانتقدت تصرفات إسرائيل.
وبعد حادثة ومجزرة أسطول الحرية التي قصفت فيه إسرائيل أسطول الحرية لغزة، وفي 2 يونيو 2010، أعلنت نيكاراغوا قطع علاقاتها الدبلوماسية مرة أخرى مع إسرائيل.
وفي 29 مارس 2017 أعلنت حكومة نيكاراجوا عن إعادة علاقاتها الدبلوماسية مع إسرائيل، على الرغم من دعم الدولة الساندينية لسياسات إيران ودعمها لإيران في الهيئات الدولية.

### حرب إسرائيل وحماس وطوفان الأقصى
وفي أعقاب الحرب في غزة التي بدأت في أكتوبر 2023، أصدرت وزارة الخارجية الإسرائيلية توصية بتجنب الزيارات إلى نيكاراغوا بسبب «عدم وجود ممثل رسمي لإسرائيل في البلاد».
وفي 11 مارس 2024، أعلنت حكومة نيكاراغوا قطع علاقاتها الدبلوماسية مع إسرائيل، وقالت أن ذلك ردًا على "الإبادة الجماعية الوحشية التي تواصل حكومت إسرائيل الفاشية ومجرمة الحرب ارتكابها ضد الشعب الفلسطيني".

## مقارنة بين البلدين
هذه مقارنة عامة ومرجعية للدولتين:
| وجه المقارنة                                              | إسرائيل                                                             | نيكاراغوا        |
| --------------------------------------------------------- | ------------------------------------------------------------------- | ---------------- |
| المساحة (كم2)                                             | 20.77 ألف                                                           | 130.38 ألف       |
| عدد السكان (نسمة)                                         | 8.89 مليون                                                          | 6.22 مليون       |
| الكثافة السكانية (ن./كم²)                                 | 428.02                                                              | 47.71            |
| العاصمة                                                   | القدس                                                               | ماناغوا          |
| اللغة الرسمية                                             | اللغة العبرية، اللغة العربية                                        | اللغة الإسبانية  |
| العملة                                                    | شيكل إسرائيلي جديد، شيكل إسرائيلي قديم، جنيه فلسطيني، جنيه إسرائيلي | كوردبا نيكاراغوا |
| الناتج المحلي الإجمالي (بليون دولار)                      | 350.85 مليار                                                        | 13.81 مليار      |
| الناتج المحلي الإجمالي (تعادل القوة الشرائية) بليون دولار | 306.51 مليار                                                        | 31.63 مليار      |
| الناتج المحلي الإجمالي الاسمي للفرد دولار أمريكي          | 35.73 ألف                                                           | 2.09 ألف         |
| الناتج المحلي الإجمالي للفرد دولار أمريكي                 | 36.58 ألف                                                           | 4.92 ألف         |
| مؤشر التنمية البشرية                                      | 0.899                                                               | 0.631            |
| رمز المكالمات الدولي                                      | +972                                                                | +505             |
| رمز الإنترنت                                              | .il                                                                 | .ni              |
| المنطقة الزمنية                                           | توقيت إسرائيل، Israel Summer Time ‏                                  | 00               |

## منظمات دولية مشتركة
يشترك البلدان في عضوية مجموعة من المنظمات الدولية، منها:
| علم المنظمة | اسم المنظمة                               | تاريخ انضمام إسرائيل | تاريخ انضمام نيكاراغوا |
| ----------- | ----------------------------------------- | -------------------- | ---------------------- |
|             | مؤسسة التنمية الدولية                     | 22 ديسمبر 1960       | 30 ديسمبر 1960         |
|             | الأمم المتحدة                             | 11 مايو 1949         | 24 أكتوبر 1945         |
|             | منظمة التجارة العالمية                    | 21 أبريل 1995        | ?                      |
|             | منظمة الشرطة الجنائية الدولية             | ?                    | ?                      |
|             | المركز الدولي لتسوية المنازعات الاستشارية | 22 يوليو 1983        | 19 أبريل 1995          |
|             | الاتحاد الدولي للاتصالات                  | 24 يونيو 1948        | 12 مايو 1926           |
|             | البنك الدولي للإنشاء والتعمير             | 12 يوليو 1954        | 14 مارس 1946           |
|             | الاتحاد البريدي العالمي                   | ?                    | ?                      |
|             | مؤسسة التمويل الدولية                     | 26 سبتمبر 1956       | 20 يوليو 1956          |
|             | وكالة ضمان الاستثمار متعدد الأطراف        | 21 مايو 1992         | 12 يونيو 1992          |
|             | يونسكو                                    | 16 سبتمبر 1949       | 22 فبراير 1952         |

## وصلات خارجية
- موقع وزارة الخارجية الإسرائيلية
- موقع وزارة الخارجية النيكاراغوية